# Elecciones al Congreso de los Diputados de noviembre de 2019 (Cantabria)
Las elecciones al Congreso de los Diputados de noviembre de  2019 se celebraron en la provincia de Cantabria el domingo 10 de noviembre, como parte de las elecciones generales convocadas por Real Decreto dispuesto el 4 de marzo de 2019 y publicado en el Boletín Oficial del Estado el día siguiente. Se eligieron los 5 diputados del Congreso correspondientes a la circunscripción electoral de Cantabria, mediante un sistema proporcional (método d'Hondt) con listas cerradas y un umbral electoral del 10%.

## Resultados
Los comicios depararon 2 escaños al Partido Popular y 1 al Partido Socialista, a Vox y al Partido Regionalista de Cantabria.
| Candidatura                                            | Candidatura                                            | Votos   | %                                        | Escaños                                  |
| ------------------------------------------------------ | ------------------------------------------------------ | ------- | ---------------------------------------- | ---------------------------------------- |
|                                                        | Partido Popular (PP)                                   | 84 583  | 25,99                                    | 2                                        |
|                                                        | Partido Socialista Obrero Español (PSOE)               | 76 028  | 23,36                                    | 1                                        |
|                                                        | Partido Regionalista de Cantabria (PRC)                | 68 830  | 21,15                                    | 1                                        |
|                                                        | Vox (VOX)                                              | 48 827  | 15,00                                    | 1                                        |
| Unidas Podemos (Podemos-IU-Equo)                       | Unidas Podemos (Podemos-IU-Equo)                       | 28 376  | 8,76                                     | 0                                        |
| Ciudadanos-Partido de la Ciudadanía (Cs)               | Ciudadanos-Partido de la Ciudadanía (Cs)               | 15 609  | 4,80                                     | 0                                        |
| Partido Animalista Contra el Maltrato Animal (PACMA)   | Partido Animalista Contra el Maltrato Animal (PACMA)   | 1856    | 0,57                                     | 0                                        |
| Partido Comunista de los Pueblos de España (PCPE)      | Partido Comunista de los Pueblos de España (PCPE)      | 262     | 0,08                                     | 0                                        |
| Escaños en Blanco (EB)                                 | Escaños en Blanco (EB)                                 | 259     | 0,08                                     | 0                                        |
| Partido Comunista de los Trabajadores de España (PCTE) | Partido Comunista de los Trabajadores de España (PCTE) | 247     | 0,08                                     | 0                                        |
| Recortes Cero-Grupo Verde (R0-GV)                      | Recortes Cero-Grupo Verde (R0-GV)                      | 232     | 0,07                                     | 0                                        |
| Por un Mundo más Justo (PUM+J)                         | Por un Mundo más Justo (PUM+J)                         | 187     | 0,06                                     | 0                                        |
| Partido Libertario (P-LIB)                             | Partido Libertario (P-LIB)                             | 126     | 0,04                                     | 0                                        |
| Votos válidos                                          | Votos válidos                                          | 325 422 | 100,00                                   | 5                                        |
| Votos nulos                                            | Votos nulos                                            | 2732    | Participación: · \| \| 65,74 % \| 12,35% | Participación: · \| \| 65,74 % \| 12,35% |
| Votantes                                               | Votantes                                               | 329 821 | Participación: · \| \| 65,74 % \| 12,35% | Participación: · \| \| 65,74 % \| 12,35% |
| Electores                                              | Electores                                              | 501 676 | Participación: · \| \| 65,74 % \| 12,35% | Participación: · \| \| 65,74 % \| 12,35% |
|                                                        | 65,74 %                                                |         |                                          |                                          |

## Diputados electos
Relación de diputados electos:
| N.º | Nombre                           | Lista | Lista |
| --- | -------------------------------- | ----- | ----- |
| 1   | Diego Movellán Lombilla          |       | PP    |
| 2   | Pedro Casares Hontañón           |       | PSOE  |
| 3   | José María Ángel Mazón Ramos     |       | PRC   |
| 4   | Emilio Jesús Del Valle Rodríguez |       | Vox   |
| 5   | Elena Castillo López             |       | PP    |